# Ryczypisk
Ryczypisk – postać z Opowieści z Narnii. Pojawia się w części Książę Kaspian, Podróż „Wędrowca do Świtu” oraz Ostatnia bitwa.
Jest myszą. Mierzy kilkadziesiąt centymetrów wzrostu, chodzi na tylnych łapkach, posiada ostry rapier oraz dumny i porywczy charakter. Jest uosobieniem błędnego rycerza, kieruje się ideałami. Nie cierpi, gdy ktoś nazywa go „małym”. Jest szarmancki wobec kobiet, życzliwy i wierny wobec przyjaciół i bezlitosny wobec wrogów. Potomek myszy, które dostały się do grona mówiących zwierząt w nagrodę po tym, jak przegryzły liny krępujące ciało martwego Aslana na kamiennym stole. Kiedy Ryczypisk był niemowlęciem, pewna driada przepowiedziała, że znajdzie cel swego życia w miejscu, gdzie morze robi się słodkie, a słońce styka się z lądem.
W powieści Książę Kaspian Ryczypisk przybywa ze swoim oddziałem myszy do obozu Kaspiana i wspiera go w walce z Mirazem. Podczas walki zostaje ciężko ranny i traci ogon. Łucja leczy go eliksirem, lecz nie może przywrócić mu ogona. Robi to dopiero Aslan, kiedy wszystkie inne myszy mówią, że chętnie obetną swoje ogony, aby ich dowódca nie czuł się poniżony. Przez następne trzy lata Ryczypisk służy jako rycerz na dworze króla Kaspiana X. 
W trzeciej części cyklu narnijskiego, Podróży „Wędrowca do Świtu”, mysz wraz z Kaspianem X poszukuje zaginionych siedmiu baronów, wygnanych niegdyś przez podłego Miraza. Kiedy na statek trafiają Edmund, Łucja i Eustachy, Ryczypisk od razu wchodzi w konflikt z tym ostatnim - w dalszej części powieści udaje się im jednak zaprzyjaźnić. By odczynić czar wiecznego snu z czterech zaginionych baronów, Ryczypisk postanawia wykonać jedyną rzecz, jaka mogła zdjąć z nich klątwę - przepłynąć do krańca świata, za którym znajdowała się Kraina Aslana. Zdecydował się wyruszyć, choć wiedział, że kiedy tam dotrze, nie będzie możliwości powrotu. Edmund, Łucja i Eustachy odwieźli go najdalej, jak mogli - następnie mysz przesiada się do małej łódeczki (w oryginale: do korakla) i przypływa do Krainy Aslana.
Rodzeństwo Pevensie i ich przyjaciele spotykają go w siódmej części cyklu, czyli Ostatniej bitwie. Po śmierci w realnym świecie trafili do Krainy Aslana, gdzie zamieszkali już na stałe.